# Катастрофа ATR 72-200 под Семиромом
Катастрофа ATR 72 под Семиромом — крупная авиационная катастрофа, произошедшая 18 февраля 2018 года. Авиалайнер ATR-72-212 авиакомпании Iran Aseman Airlines, выполнявший рейс 3704 Тегеран — Ясудж, врезался в гору Динар в горах Загрос под городом Семиром в остане Исфахан (Иран). Погибли все находившиеся на борту: 60 пассажиров и шесть членов экипажа.

## Самолёт
Разбившийся самолёт АТR 72-200 (регистрационный номер — ЕР-АТS) был произведён в октябре 1993 года и перешёл в эксплуатацию Iran Aseman Airlines 12 декабря того же года. За 24 года работы серьёзных инцидентов с воздушным судном не происходило.

## Катастрофа

### Поисковая операция
Иранский Красный полумесяц после катастрофы развернул лагерь в этом районе. Государственное телевидение сообщило, что из-за плохих погодных условий вертолёты поисково-спасательной группы не смогли добраться до места катастрофы в Загросе. Чуть позднее было определено место крушения — Динар, самолёт столкнулся с горой на высоте около 4409 метров. Сообщалось также, что плохие погодные условия на месте крушения препятствуют работе поисково-спасательных служб.
В интервью «Аль-Джазире» специалист по безопасности полётов от Flight International Дэвид Лермонт отметил: «Похоже, что самолёт, выполнявший первоначальное снижение, изначально находился в неправильном положении и врезался в гору … В основном, такие проблемы возникают по вине плохих навигационных систем».